# Spilarctia lungtani
Spilarctia lungtani là một loài bướm đêm thuộc phân họ Arctiinae, họ Erebidae.